# Laura Paris
Laura Paris (Rho, 7 settembre 2002) è una ginnasta italiana, membro della Nazionale di ginnastica ritmica dell'Italia.

## Carriera
Figlia di Federico Paris, pluricampione del mondo di ciclismo su pista, entra ufficialmente a far parte delle Farfalle a partire dall'estate 2016.
Riserva ai giochi olimpici di Tokyo 2020, il suo esordio sportivo avviene nel 2022 alla Coppa del Mondo di Baku nella quale, presente nell'esercizio ai cinque cerchi in alternanza a Martina Santandrea al misto, conquista due medaglie d'oro e una d'argento sulle tre disponibili per le discipline dedicate alle squadre.